# K6FM
K6FM est une radio locale de catégorie B émettant depuis Dijon, créée le 17 janvier 2008.
Elle peut être écoutée dans la métropole dijonnaise sur la fréquence 101.6 FM ou sur internet, ou sur l'application gratuite des indés radios, ou sur l'application gratuite K6FM.

## Historique et caractéristiques
Le 9 juillet 2009, K6FM a rejoint le GIE Les Indépendants (renommé en 2010 Les Indés Radios), qui assure la commercialisation de l'espace publicitaire national de 132 stations locales ou régionales indépendantes.
K6FM a également lancé le 1er décembre 2015 la webradio « K6FM Bourgogne Franche-Comté », consacrée à 100 % aux artistes de la région.
K6FM a lancé les mini concerts lors des matchs de handball du Cercle Dijon Bourgogne, en partenariat avec l'"association Lacerta Production à Dijon. 
K6FM organise de nombreux concerts appelés « k6fm Live », qui réunissent de 500 à 3000 personnes gratuitement autour d'artistes notoires. Dans les jardins du département, à Chenôve, au Cèdre ou à Saint Apollinaire, avec des artistes comme Pony Pony Run Run, Alain Chamfort et Mickael Miro ou Murray Head
La programmation musicale diversifiée de K6FM offre en journée des tranches de flux musical, alternant entre titres récurrents, nouveautés, « crèmes de K6 » (golds peu diffusés ailleurs) et autres « repérages K6FM » (au moins trois titres nouveaux mis en avant chaque semaine).
K6FM a été créditée par Médiamétrie d'une audience « fidèle » de 64 900 auditeurs par semaine en août 2016, c'était son record jusqu'à ce que ce nombre d'auditeurs passe à 73 500, en août 2017 battant ainsi le précédent record.
Depuis 2007, son autorisation d'utiliser la fréquence 101.6 a été reconduite deux fois.

### Logos

Logo de K6FM entre 2008 et 2018.
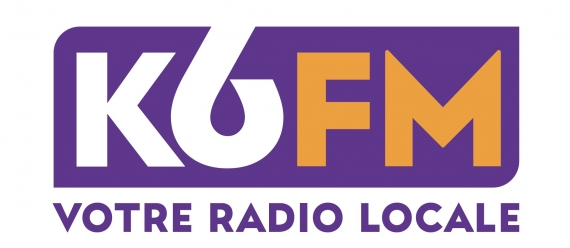
Logo de K6FM depuis 2018
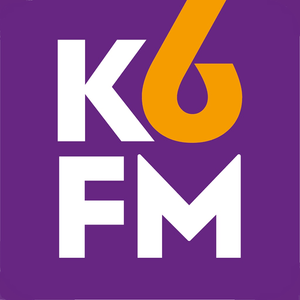
Logo alternatif de K6FM depuis 2018, utilisé sur leur site web.